# Team RFR
TEAM RFR (Russia France Racing) — российская автогоночная команда, выступавшая в серии Формула Рено 3.5 в 2012 году и созданная на базе KMP Racing. Базировалась в Ногаро, Франция.

## Предыстория
В мае 2009 года российский туроператор «KMP Group» и французская автогоночная команда SG Formula, участвовавшая ранее в других чемпионатах, приобрели бельгийскую команду KTR и на её базе создали автогоночную команду «KMP group/SG Formula», начавшую участие в сезоне 2009 года с Гран-При Монако.
В 2010 году KMP Group и SG Formula прекратили сотрудничество, выставив отдельные команды. Была образована российская команда KMP Racing, для участия в серии было выкуплено имущество британской команды Ultimate, прекратившей своё выступление в Формуле Рено 3.5.
Перед сезоном 2012 года команда KMP Racing была преобразована в Team RFR, обновился персонал.

## Сезон 2012 года
Презентация команды Team RFR состоялась 21 февраля 2012 года в Москве.
Команда начала чемпионат 2012 года с пилотами Михаилом Алёшиным и Антоном Небылицким. Партнёром Team RFR стала компания «Газпром Нефть».
Перед венгерским этапом было принято решение о расторжении контракта между Антоном Небылицким и TeamRFR, его место в команде занял финский пилот Ааро Вайнио.

## Окончание выступлений
Team RFR не приняла участие в тестах после сезона 2012 года, её место заняла испанская команда AV Formula.
В сезоне 2013 года Формулы Рено 3.5 российскую команду Team RFR заменит AV Formula.

## Результаты
| Легенда к таблице |                                                                    |
| --- | ------------------------------------------------------------------ |
| Расшифровка обозначений и цветов представлена в нижеследующей таблице. |                                                                    |
| \| Пример \| Описание \| \| ------------ \| ------------------------------------------------------------------ \| \| 1 \| Победитель \| \| 2 \| Второе место \| \| 3 \| Третье место \| \| 5 \| Финишировал, заработав очки \| \| Сход \| Не финишировал, но при этом заработал очки \| \| 12 \| Финишировал, не получив очков \| \| НКЛ \| Финишировал, но не попал в финальную классификацию \| \| 15 \| Участвовал вне зачёта, либо по отдельной классификации \| \| 18 \| Не финишировал, но попал в финальную классификацию \| \| Сход \| Не финишировал \| \| НКВ \| Не прошёл квалификацию \| \| НПКВ \| Не прошёл предквалификацию \| \| ДСК \| Дисквалифицирован \| \| ИСК \| Исключён из протокола соревнований \| \| ТТ \| Заявлен для участия только в тренировках \| \| НС \| Участвовал в квалификации, но не стартовал в гонке \| \| Т \| Травмирован или болен \| \| ОТК \| Отказ от участия \| \| НТР \| Прибыл на соревнования, но на трассу не выезжал \| \| НПР \| Был заявлен в числе участников, но не прибыл к началу соревнований \| \| О \| Соревнования отменены \| \| \| Не участвовал \| \| Поул-позиция \| \| \| Быстрый круг \| \| |                                                                    |
| Пример | Описание                                                           |
| 1 | Победитель                                                         |
| 2 | Второе место                                                       |
| 3 | Третье место                                                       |
| 5 | Финишировал, заработав очки                                        |
| Сход | Не финишировал, но при этом заработал очки                         |
| 12 | Финишировал, не получив очков                                      |
| НКЛ | Финишировал, но не попал в финальную классификацию                 |
| 15 | Участвовал вне зачёта, либо по отдельной классификации             |
| 18 | Не финишировал, но попал в финальную классификацию                 |
| Сход | Не финишировал                                                     |
| НКВ | Не прошёл квалификацию                                             |
| НПКВ | Не прошёл предквалификацию                                         |
| ДСК | Дисквалифицирован                                                  |
| ИСК | Исключён из протокола соревнований                                 |
| ТТ | Заявлен для участия только в тренировках                           |
| НС | Участвовал в квалификации, но не стартовал в гонке                 |
| Т | Травмирован или болен                                              |
| ОТК | Отказ от участия                                                   |
| НТР | Прибыл на соревнования, но на трассу не выезжал                    |
| НПР | Был заявлен в числе участников, но не прибыл к началу соревнований |
| О | Соревнования отменены                                              |
| | Не участвовал                                                      |
| Поул-позиция |                                                                    |
| Быстрый круг |                                                                    |

| Год  | Команда  | № машины | Гонщики          | АРА  | АРА | МОН  | СПА | СПА  | НЮР | НЮР | МОС  | МОС  | СИЛ  | СИЛ | ХУН  | ХУН | ЛЕК | ЛЕК | КАТ | КАТ | Очки | Место |
| ---- | -------- | -------- | ---------------- | ---- | --- | ---- | --- | ---- | --- | --- | ---- | ---- | ---- | --- | ---- | --- | --- | --- | --- | --- | ---- | ----- |
| 2012 | Team RFR | 17       | Михаил Алёшин    | Сход | 11  | 8    | 4   | Сход | 13  | 6   | 14   | 9    | 11   | 17  | Сход | 19  | 12  | 17  | 9   | 2   | 73   | 10    |
| 2012 | Team RFR | 18       | Антон Небылицкий | 13   | 14  | Сход | НС  | 15   | 20  | 16  | Сход | Сход | Сход | НС  |      |     |     |     |     |     | 73   | 10    |
| 2012 | Team RFR | 18       | Ааро Вайнио      |      |     |      |     |      |     |     |      |      |      |     | Сход | 18  | 16  | 6   | 8   | 3   | 73   | 10    |

| Жирное выделение — Поул-позиция        |
| Курсивное выделение — Быстрейший круг  |
| † — Не финиширован, но классифицирован |